# 沙圪坨镇
沙圪坨镇，是中华人民共和国山西省大同市浑源县下辖的一个乡镇级行政单位。

## 行政区划
沙圪坨镇下辖以下地区：
沙圪坨村、银牛沟村、赤泥泉村、东信庄村、黄家坡村、沙河村、照壁村、水沟村、西坪村、乱岭关村、山阴山村、大石头岭村、荞麦川村、杨庄村、井上村、龙洼村、沙岭铺村、塔村、三条彦村、西庄村、官道村、英庄村和老僧洼村。